# Zell am See
Zell am See je upravno mesto okrožja Zell am See v avstrijski zvezni deželi Salzburg. Mesto je pomembno turistično središče, znano tudi kot Zell am See-Kaprun in je prometno središče te regije, ki je bolj znana pod imenom Pinzgau in pokriva skoraj polovico dežele Salzburg oz. njen celotni zahodni del.

## Geografija
Dolina Zell je koridor v Kitzbühelskih Alpah, ki povezuje porečje reke Saalach na severu in Salzach na jugu. Zell am See je približno 100 km vzhodno od Innsbrucka in 30 km  severno od Grossglocknerja. Središče Altstadt Zell am See je na zahodni obali 68 m globokega jezera Zell, z vasmi Thumersbach na vzhodu, Erlberg na jugovzhodu in Schüttdorf neposredno na jugu.

### Površje
Prvotno jezero Zell je segalo nekoliko naprej proti severu in proti jugu do reke Salzach. Dimenzije jezera  so se sčasoma spremenile v močvirna območja. Jezero ima obliko arašida s površino 4,7 kvadratnih kilometrov.
Gore na tem območju tvorijo podkev, pobočja so v glavnem gozdnata ali prekrita z alpskimi pašniki. Domača gora Zell am Seeja je Schmittenhöhe (1965 m), ki je skupaj s sosednjim pasom Salzburških kristalinskih Alp na zahodu del grauwacke cone ('sivkasta droba' - pas paleozojskih metamorfoziranih sedimentnih kamnin - peščenjakov, ki skozi avstrijske Alpe tvori pas med vzhodom in zahodom) med severnim apnencem in centralno-vzhodnimi Alpami. Schmittenhöhe je priljubljeno središče za smučanje in zimske športe. V bližini Hundsteina na 2117 metrih je najvišji vrh salzburške grauwacke cone.

## Zgodovina
Območje Zell am Seeja je bilo nenehno poseljeno vsaj od rimskih časov. Okrog leta 740. so, na ukaz škofa Janeza I. Salzburškega, menihi ustanovili vasico v okviru plemenske zveze Bavarske, ki je bilo omenjeno kot Cella in Bisonzio v listini iz leta 743. Oznaka Cella ali nemško Zelle se nanaša na meniško celico v smislu samostana, Bisonzio je bilo ime regije Pinzgau. Pravice tržnega mesta je Zell dobil leta 1357. Med nemško kmečko vojno leta 1526 je bilo območje prizorišče hudih bojev proti četam švabske lige. Državljani Zell am See niso sodelovali v vstaji, kljub temu pa so bili 200 let pozneje številni protestantski prebivalci z odredbo knezo-nadškofa grofa Leopolda Antona von Firmiana izgnani iz Salzburga.
Od leta 1800 so mesto med napoleonskiimi vojnami zasedle francoske čete. Po sekularizaciji salzburške nadškofije je, z resolucijo dunajskega kongresa leta 1816, Zell am See končno prešel pod Avstrijsko cesarstvo. Ko je leta 1850 sosednji Saalfelden postal glavno mesto okrožja Pinzgau, si je mestni župan uspešno prizadeval za preselitev upravnega sedeža v Zell. Razvoj mesta je odločilno spodbudilo odprtje železniške proge Salzburg – Tirolska (Giselabahn) 30. julija 1875, s katero se je začela razvijati poletna turistična sezona. Zell am See je mestne pravice dobil 24. januarja 1928.

## Znamenitosti
- Staro mesto Zell: zgodovinsko mestno jedro s starim mestom (Altstadt) Zell je na aluvialnem stožcu Schmittenbach. Najstarejše stavbe so župnijska cerkev svetega Hipolita, Vogtturm, Alte Propstei in segajo v (zgodnji) srednji vek in so se v veliki meri ohranili. Schmittenbach je povzročil katastrofalne poplave leta 1588, 1737 in nazadnje leta 1966, leta 1770 se je zgodil uničujoč požar v mestnem jedru, ki je povzročil tudi rušenje cerkve Maria Wald.
- V cerkvi svetega Hipolita so najstarejši znani ostanki stavbe v regiji Pinzgau. Cerkev je zgrajena večinoma v romanskem slogu in je sestavljena iz treh ladij. Pred letom 1794 je bila glavna ladja prekrita z gotskim obokom, a so ga tistega leta nadomestili z drugim obokom, ki ga je leta 1898 zamenjal raven lesen strop. Štiri enote vodijo do glavnega oltarja, kripta je bila takrat zapolnjena. Narteks in stranski ladji so še vedno gotski, nekateri drugi gotski predmeti (na primer neogotski oltarji Josefa Bachlehnerja) pa so bili dodani med obnovo leta 1898, ko so odstranili tudi baročno opremo iz prejšnjih stoletij.

Vrhunec cerkve je njegova dvignjena empora z okrašenim parapetom, zgrajenim leta 1514. Počiva na štirih klesanih stebrih iz dragocenega marmorja, med katerimi je speljana zapletena obočna shema. Trije koničasti loki so okronani s sklepniki, končajo pa v zašiljenih stolpih. Med loki so gotski baldahini z izrezanimi figurami svetega Hipolita in svetega Florijana iz leta 1520.
Glavni oltar je bil od leta 1660 do 1670 nadomeščen z baročnim, ki so ga ponovno odstranili leta 1760. Skoraj nobena baročna oprema cerkve ni ostala ob obnovi, razen nekaterih okraskov. Dva baročna kipa sta končala v cerkvi Prielau. Poleg glavnega oltarja sta dva kipa iz leta 1480: sv. Rupert in sv. Vigilij. Na stranskem oltarju je podoba Device Marije iz zdaj že neobstoječe cerkve Maria Wald, ki izvira iz leta 1540. Leva ladja ima v apsidi majhen oltar, posvečen svetemu Sebastjanu.
- Stolp je glavni poudarek obrisa Zell am Seeja. Visok je 36 metrov. Močne stene so zunaj iz apnenca.
- Grand Hotel Zell am See stoji na edinstvenem položaju na zasebnem polotoku tik ob obali jezera Zell. Ta velika stavba je obdana z vodo in panoramskim pogledom na gore. Hotelska stavba je zgrajena v slogu Belle Époque med letoma 1894 in 1896. Vpadljiva, podolgovata zgradba vizualno izstopa predvsem zaradi snežno bele fasade in mansardne strehe.
- Družinska kmetija Porsche, ki jo je leta 1939 dobil starejši Ferdinand Porsche v pričakovanju vojne. Med vojno je nekaj svojih poslovnih dejavnosti prenesel sem in v Gmünd, proč od Stuttgarta, kjer je ne glede na močno bombardiranje njegov sin Ferry Porsche ostal in nadzoroval obratovanje.
- Kongresni center Ferry Porsche (FPCC) je večnamensko prireditveno središče občine Zell am See, ki je bil dokončan leta 2007 in je dobil ime po proizvajalcu avtomobilov in Zellerjevem častnem meščanu Ferryju Porscheju.
- Grad Rosenberg: Današnja mestna hiša je simbol mesta. Vpliv južne Bavarske je razviden iz kvadratnega tlorisa s štirimi vogalnimi stolpi in okroglim osrednjim stolpom.
- Grad Prielau

## Gospodarstvo
Daleč najpomembnejši gospodarski sektor v celotni regiji Pinzgau je turizem, kjer prevladujeta Zell am See in Kaprun. Zato so pomembni delodajalci v Zell am Seeju številni hoteli in restavracije ter upravljanje pobočij na Schmittenhöhe. Tudi pomemben del ne-turističnega gospodarstva sta gradbeništvo in obrt - odvisno je od naložb turistične panoge. Razporeditev in zaposlovanje v številnih podjetjih je izpostavljeno močnim sezonskim nihanjem.
Zaradi svoje osrednje lokacije v Pinzgauu je okrožje Schüttdorf v Zellu tudi pomembno trgovsko središče. Nasprotno pa ima maloprodajni sektor v središču Zell am Seeja večinoma majhne poslovne strukture in se osredotoča predvsem na potrebe turistov.
Počitniško območje Zell am See-Kaprunje eno najpomembnejših turističnih središč v Avstriji. Od novembra 2015 do oktobra 2016 so zabeležili 2.557.427 nočitev, skoraj enako poleti kot pozimi. V zimski sezoni 2016/17 je prišlo 305.000 obiskovalcev (skoraj 1,4 milijona nočitev).
Zell am See je član Združenja malih zgodovinskih mest in je poleg Dunaja ena najpogostejših potovalnih destinacij arabskih gostov v Avstriji. Družine, zlasti iz Kuvajta in Združenih arabskih emiratov, ostanejo do šest tednov in tako pobegnejo od zelo vročega poletja v svoji domovini.

### Smučanje
Zell am See zagotavlja zimsko smučanje na gori Schmittenhöhe. Območje smučišč je približno 138 km, vključno s progami na Kitzsteinhorn in Kaprun Maiskogel. Smučarska vozovnica pokriva celotno območje, vključno s prevozom do ledenika in z njega, ki je odprt večino leta, odvisno od snežnih padavin. Zell am See ima tudi nižje ležeče smučišče, kjer snežna odeja lahko trpi zaradi višjih temperatur, ledenik pa ima snežno odejo večino leta.
Leta 2017 je Zell am See napovedal potencialno združitev s smučiščem Saalbach-Hinterglemm. V smučarski sezoni 2019-2020 je bila odprta kabinska žičnica Zell am See Express 1, ki omogoča dostop do gondole Zell am See Express 2 na dnu piste 21 iz mesta Viehofen.
Značilne smučarske proge v letovišču so: Trassabfahrt (14), ki je najbolj strma pot v regiji, ki dosega nagib do 75 %, Standardabfahrt (13), ki je še ena dolina, ki dosega nagib 60 % in nedavno odprt Tannwaldabfahrt (21), smučarska proga v tridesetih letih dvajsetega stoletja in je znana po tem, da je konstantno ledena in ima na nekaterih odsekih piste veliko razmerje med strmostjo in širino .

## Pobratena mesta
Zell am See je pobraten z:
- Nemčija Vellmar, Hessen, Nemčija, od 1978